# Mejove, Bila Țerkva
Mejove (în ucraineană Межове) este un sat în comuna Ozerna din raionul Bila Țerkva, regiunea Kiev, Ucraina.

## Demografie
Componența lingvistică a localității Mejove
     Ucraineană (99,67%)
     Alte limbi (0,33%)
Conform recensământului din 2001, majoritatea populației localității Mejove era vorbitoare de ucraineană (99,67%), existând în minoritate și vorbitori de alte limbi.